# ماثيو روز (صحفي)
ماثيو روز (بالإنجليزية: Matthew Rose)‏ هو صحفي أمريكي، ولد في 30 سبتمبر 1972.